# 伊塔茹巴
伊塔茹巴是巴西米纳斯吉拉斯州的一个市镇。总面积290.45平方公里，总人口90225人，人口密度310.6人/平方公里。